# 菲尔·爱德华兹 (自行车运动员)
菲尔·愛德華茲（英語：Phil Edwards，1949年9月3日—2017年4月24日）是英国公路自行车赛选手。 他代表英国在西德慕尼黑的1972年夏季奥运会，他在公路賽中排名第六，在队友菲爾·貝頓身後。从1976年至1980年，他处事职业自行车手。
据报道，他在摩纳哥的家因心脏病發作死亡，于2017年4月24日死亡，享年67岁。